# Cayetano Luca de Tena y Lazo
Cayetano Luca de Tena y Lazo (Sevilla, 1917 - † Madrid, 30 de gener de 1997) va ser un director teatral espanyol.

## Biografia
Després d'abandonar els seus estudis de medicina, va decidir dedicar-se plenament a l'activitat teatral. Responsable, al llarg de la seva carrera, de la posada en escena de 124 muntatges teatrals, va estar molt estretament vinculat al Teatro Español de Madrid, que va dirigir entre 1942 i 1952 (en què va fundar la seva pròpia companyia, La Máscara) i entre 1962 i 1964. Considerat, al costat de Luis Escobar al Teatro María Guerrero, un dels més destacats directors teatrals de l'Espanya de postguerra, va debutar el 1940 amb El entremés del gorigori, de Luis Quiñones de Benavente. Destacà en la seva trajectòria el muntatge de l'obra Historia de una escalera, d'Antonio Buero Vallejo, estrenada en 1949 i que va aconseguir el Premi Lope de Vega. Quatre anys després va dirigir Casi un cuento de hadas, del mateix autor.
En el seu pas pel Teatre Espanyol va tenir ocasió de dirigir a grans figures de l'escena espanyola com Mercedes Prendes, Guillermo Marín o Manuel Dicenta i va dirigir els muntatges, entre d'altres, de María Estuardo (1942), de Schiller, Romeo i Julieta (1943), El somni d'una nit d'estiu (1944) i Ricardo III (1946), les tres de William Shakespeare, La cárcel infinita (1945), de Joaquín Calvo Sotelo, La conjuració de Fiesco (1946), de Friedrich Schiller, La malcasada (1947), de Lope de Vega, El gran minué (1950), de Víctor Ruiz Iriarte, Celos del aire (1950) i Veinte y cuarenta (1951), ambdues de José López Rubio i La tempestad (1963), de Shakespeare.
Fora de l'Español, formà la seva pròpia companyia, La Máscara, amb la qual va collir també alguns èxits notables, com Madrugada (1953), de nou de Buero Vallejo, amb María Asquerino, La importancia de llamarse Ernesto (1953), d'Oscar Wilde o Las de Caín dels germans Álvarez Quintero.
Ja en els anys seixanta, va ser molt celebrada la seva posada en escena de El somni d'una nit d'estiu, de William Shakespeare, i Fuenteovejuna, de Lope de Vega. Poden destacar-se també les estrenes, de Vamos a contar mentiras (1961), d'Alfonso Paso, El cianuro ¿sólo o con leche? (1963), d'Alonso Millán, La tercera palabra (1964) i La llave en el desván (1967), amdues d'Alejandro Casona, Juegos de medianoche (1971) i La muchacha sin retorno (1974), ambdues de Santiago Moncada.

## Adaptacions televisives
També va fer incursions en la pantalla petita, en els anys 60 i 70, època daurada del teatre en televisió, i va dirigir per a TVE diverses obres en l'espai Estudio 1, com El caballero de Olmedo (1968), La dama boba (1969) o La discreta enamorada (1980). També dirigí les sèries Angelino Pastor (1967), amb Juanjo Menéndez, Mujeres insólitas (1977), Diálogos de un matrimonio (1982), amb Jesús Puente i María Luisa San José, i Nunca se sabe (1986), amb Maribel Verdú, Joaquín Kremel i Natalia Dicenta.